# Acacia parramattensis
Espèce
Acacia parramattensis est une espèce de plantes à fleurs de la famille des Fabaceae. C'est un arbre atteignant 15 m de hauteur, principalement présent dans les montagnes Bleues, en Nouvelle-Galles du Sud, en Australie.

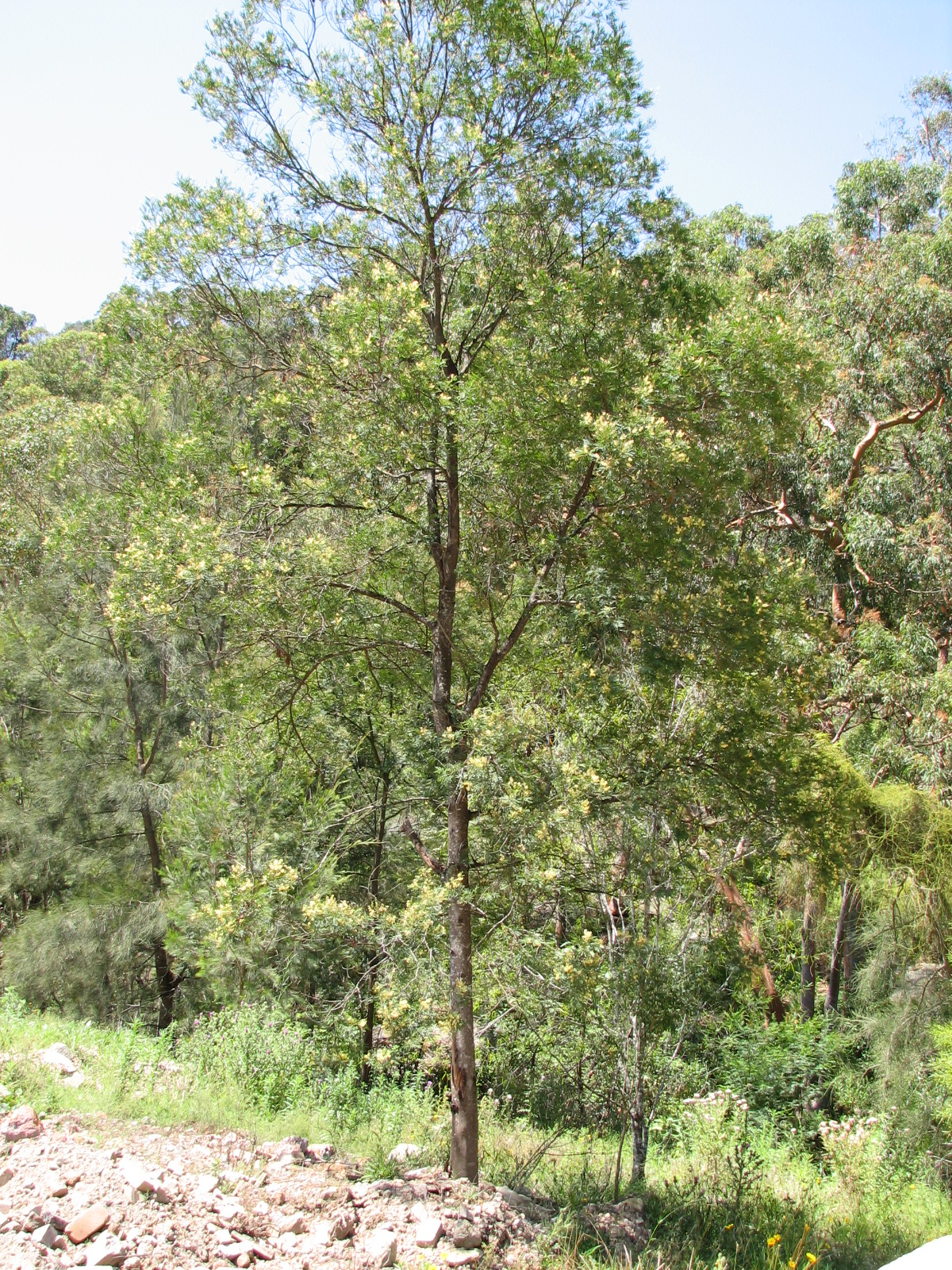
Acacia parramattensis en Australie.